# 王銳 (嘉靖進士)
王銳（1490年—？），字養之，號默軒，河南信陽衛人，軍籍，明朝政治人物。

## 生平
河南鄉試第七名舉人。嘉靖八年（1529年）中式己丑科會試第二百九十名，登第三甲第七十一名進士，嘉靖九年（1530年）任曲周縣知縣。歷崇寧縣、武昌縣知縣。擢刑部主事。

## 家族
曾祖王均；祖父王智；父王虎，母繆氏。慈侍下。